# No està escrit a les estrelles
No està escrit a les estrelles (en anglès The Fault in Our Stars) és una novela de John Green publicada el gener del 2012. El títol prové de la frase The fault, dear Brutus, is not in our stars, / But in ourselves, that we are underlings. ("La culpa, estimat Bruto, no recau a les nostres estrelles/ Sinó en nosaltres, que estem sota d'elles.") de l'obra Juli Cèsar (Acte 1, escena 2) de Shakespeare. El llibre narra la història de Hazel Grace Lancaster, una noia de setze anys amb càncer, que coneix i s'enamora d'Augustus Waters, un jugador de bàsquet de disset anys amb osteosarcoma.
The New York Times va escriure que la novel·la era "una barreja de melancolia, dolçor, filosofia i gràcia", a més que "segueix el curs de la tragèdia realista". La revista Time va dir que l'obra era "maleïdament propera a la genialitat", i el va situar en primer lloc a la seva llista anual de Top 10 Llibres de Ficció del 2012.
L'1 de febrer de 2012 20th Century Fox va adquirir els drets de la novel·la, i el 19 de febrer de 2013 es va anunciar que Josh Boone seria el director de l'adaptació cinematogràfica.

## Trama
La jove de 16 anys Hazel Grace Lancaster és forçada a assistir a un grup de suport per a adolescents amb càncer de 12 a 18 anys. La Hazel va ser diagnosticada amb un càncer tiroidal en fase 4 quan tenia 13 anys, però va sobreviure més del que s'esperava gràcies a una droga experimental: el falangifor. Al grup de suport, coneix l'Augustus 'Gus' Waters, un jove que era una estrella de bàsquet a la secundària, però va perdre la seva cama esquerra per culpa d'un osteosarcoma i ara es troba en remissió. La Hazel el convenç de llegir Una Aflicció Imperial de Peter Van Houten, el seu llibre preferit, i ell desenvolupa una obsessió (tot i que menor que la de la Hazel) cap al llibre. Gràcies a missatges i trucades, la seva relació comença a aprofundir-se cada vegada més. En Gus havia guardat el desig que la fundació 'The Genies' dona als nens amb càncer i decideix fer-lo servir per viatjar amb Hazel a Holanda per conèixer al solitari autor d'Una Aflicció Imperial. Ella està molt feliç pel viatge, però també decideix que no vol que ella i Gus siguin "més que amics", potser per minimitzar el dolor que la seva mort eventual podria causar-li.